# Republičke lige 1948-1949
Le Republičke lige 1948-1949 (Leghe repubblicane 1948-1949) furono la terza edizione della terza divisione jugoslava.
| Repubblica                | Torneo                   |
| ------------------------- | ------------------------ |
| R.S. Slovenia             | Liga Slovenije           |
| R.S. Croazia              | Hrvatska liga            |
| R.S. Bosnia ed Erzegovina | Liga Bosne i Hercegovine |
| R.S. Serbia               | Srpska liga              |
| R.S. Montenegro           | Liga Crne Gore           |
| R.S. Macedonia            | Liga Makedonije          |

## Slovenia
|                                                                         | Pos. | Squadra            | Pt | G  | V  | N | P | GF | GS | QR    |
| ----------------------------------------------------------------------- | ---- | ------------------ | -- | -- | -- | - | - | -- | -- | ----- |
|                                                                         | 1.   | Železničar Lubiana | 22 | 14 | 10 | 2 | 2 | 37 | 10 | 3,700 |
|                                                                         | 2.   | Rudar Trbovlje     | 20 | 14 | 9  | 2 | 3 | 35 | 21 | 1,666 |
|                                                                         | 3.   | Branik Maribor     | 15 | 14 | 6  | 3 | 5 | 21 | 18 | 1,166 |
|                                                                         | 4.   | Nafta              | 13 | 14 | 6  | 1 | 7 | 26 | 25 | 1,040 |
|                                                                         | 5.   | Železničar Maribor | 13 | 14 | 5  | 3 | 6 | 33 | 27 | 1,222 |
|                                                                         | 6.   | Korotan Kranj      | 11 | 14 | 4  | 3 | 7 | 20 | 45 | 0,444 |
|                                                                         | 7.   | Mura               | 10 | 14 | 4  | 2 | 8 | 21 | 24 | 0,875 |
|                                                                         | 8.   | Kladivar Celje     | 8  | 14 | 2  | 4 | 8 | 15 | 28 | 0,535 |
| Fonte: sportnet.rtl.hr Archiviato il 2 agosto 2019 in Internet Archive. |      |                    |    |    |    |   |   |    |    |       |

Legenda:
      Promossa in 2. liga 1950 dopo gli spareggi.
      Perde gli spareggi, passa in 3. liga 1950.
      Passa in 3. liga 1950.
      Retrocessa nella divisione inferiore.
Regolamento:
Due punti a vittoria, uno a pareggio, zero a sconfitta.
In caso di arrivo di due o più squadre a pari punti, la graduatoria viene stilata secondo il quoziente reti.

## Croazia
|                                                                         | Pos. | Squadra              | Pt | G  | V  | N | P  | GF | GS | QR    |
| ----------------------------------------------------------------------- | ---- | -------------------- | -- | -- | -- | - | -- | -- | -- | ----- |
|                                                                         | 1.   | Milicioner Zagabria  | 29 | 18 | 13 | 3 | 2  | 48 | 14 | 3,428 |
|                                                                         | 2.   | NK Zagabria          | 26 | 18 | 11 | 4 | 3  | 32 | 13 | 2,461 |
|                                                                         | 3.   | Šibenik              | 24 | 18 | 10 | 4 | 4  | 29 | 13 | 2,230 |
|                                                                         | 4.   | Slaven Borovo        | 22 | 18 | 10 | 2 | 6  | 30 | 22 | 1,363 |
|                                                                         | 5.   | Tekstilac Varaždin   | 18 | 18 | 6  | 6 | 6  | 22 | 26 | 0,846 |
|                                                                         | 6.   | Kvarner Rijeka       | 17 | 18 | 8  | 1 | 9  | 32 | 33 | 0,969 |
|                                                                         | 7.   | Naprijed Sisak       | 16 | 18 | 7  | 2 | 9  | 25 | 25 | 1,000 |
|                                                                         | 8.   | Zadar                | 14 | 18 | 5  | 4 | 9  | 16 | 29 | 0,551 |
|                                                                         | 9.   | Pula                 | 8  | 18 | 2  | 4 | 12 | 18 | 54 | 0,333 |
|                                                                         | 10.  | Braća Bakić Bjelovar | 6  | 18 | 1  | 4 | 13 | 18 | 40 | 0,450 |
| Fonte: sportnet.rtl.hr Archiviato il 2 agosto 2019 in Internet Archive. |      |                      |    |    |    |   |    |    |    |       |

Legenda:
      Promossa in 2. liga 1950 dopo gli spareggi.
      Perde gli spareggi, passa in 3. liga 1950.
      Passa in 3. liga 1950.
      Retrocessa nella divisione inferiore.
Regolamento:
Due punti a vittoria, uno a pareggio, zero a sconfitta.
In caso di arrivo di due o più squadre a pari punti, la graduatoria viene stilata secondo il quoziente reti.
Note:
Kvarner Rijeka promosso a tavolino.

## Bosnia Erzegovina
Disputata dal 12 settembre 1948 al 15 giugno 1949.
|                                                                         | Pos. | Squadra             | Pt | G  | V  | N | P  | GF | GS | QR    |
| ----------------------------------------------------------------------- | ---- | ------------------- | -- | -- | -- | - | -- | -- | -- | ----- |
|                                                                         | 1.   | Željezničar         | 36 | 22 | 16 | 6 | 1  | 68 | 17 | 4,000 |
|                                                                         | 2.   | Velež Mostar        | 34 | 22 | 15 | 4 | 3  | 52 | 19 | 2,736 |
|                                                                         | 3.   | Radnik Bijeljina    | 30 | 22 | 13 | 4 | 5  | 44 | 22 | 2,000 |
|                                                                         | 4.   | Borac Banja Luka    | 29 | 22 | 13 | 3 | 6  | 42 | 18 | 2,333 |
|                                                                         | 5.   | Čelik Zenica        | 26 | 22 | 10 | 6 | 6  | 40 | 25 | 1,600 |
|                                                                         | 6.   | Bosna Sarajevo      | 20 | 22 | 9  | 2 | 11 | 36 | 46 | 0,782 |
|                                                                         | 7.   | Proleter Teslić     | 19 | 22 | 8  | 3 | 11 | 36 | 46 | 0,782 |
|                                                                         | 8.   | Jedinstvo Brčko     | 18 | 22 | 6  | 6 | 10 | 41 | 47 | 0,872 |
|                                                                         | 9.   | Rudar Kakanj        | 17 | 22 | 8  | 1 | 13 | 30 | 54 | 0,555 |
|                                                                         | 10.  | 1.maj Bosanski Brod | 16 | 22 | 6  | 4 | 12 | 30 | 39 | 0,769 |
|                                                                         | 11.  | Jedinstvo Bihać     | 16 | 22 | 6  | 4 | 12 | 34 | 47 | 0,723 |
|                                                                         | 12.  | Igman Ilidža        | 3  | 22 | 1  | 1 | 20 | 10 | 83 | 0,120 |
| Fonte: sportnet.rtl.hr Archiviato il 2 agosto 2019 in Internet Archive. |      |                     |    |    |    |   |    |    |    |       |

Legenda:
      Promossa in 2. liga 1950 dopo gli spareggi.
      Perde gli spareggi, passa in 3. liga 1950.
      Passa in 3. liga 1950.
      Retrocessa nella divisione inferiore.
Regolamento:
Due punti a vittoria, uno a pareggio, zero a sconfitta.
In caso di arrivo di due o più squadre a pari punti, la graduatoria viene stilata secondo il quoziente reti.

## Serbia
|                                                                         | Pos. | Squadra                  | Pt | G  | V  | N | P  | GF | GS | DR    |
| ----------------------------------------------------------------------- | ---- | ------------------------ | -- | -- | -- | - | -- | -- | -- | ----- |
|                                                                         | 1.   | Proleter Zrenjanin       | 29 | 18 | 14 | 1 | 3  | 47 | 16 | 2,937 |
|                                                                         | 2.   | Napredak Kruševac        | 25 | 18 | 11 | 3 | 4  | 39 | 21 | 1,857 |
|                                                                         | 3.   | Srem                     | 23 | 18 | 10 | 3 | 5  | 25 | 21 | 1,190 |
|                                                                         | 4.   | Borac Čačak              | 21 | 18 | 8  | 5 | 5  | 28 | 25 | 1,120 |
|                                                                         | 5.   | FK Belgrado              | 17 | 18 | 7  | 3 | 8  | 34 | 23 | 1,478 |
|                                                                         | 6.   | Dinamo Zaječar           | 17 | 18 | 7  | 3 | 8  | 31 | 29 | 1,068 |
|                                                                         | 7.   | 6. Oktobar               | 17 | 18 | 7  | 3 | 8  | 21 | 21 | 1,000 |
|                                                                         | 8.   | Proleter Priština        | 12 | 18 | 5  | 2 | 11 | 23 | 38 | 0,605 |
|                                                                         | 9.   | Ljupče Nikolić Aleksinac | 5  | 18 | 2  | 1 | 15 | 18 | 46 | 0,391 |
|                                                                         | 10.  | Sloboda Subotica         | 14 | 18 | 6  | 2 | 10 | 33 | 41 | 0,804 |
| Fonte: sportnet.rtl.hr Archiviato il 2 agosto 2019 in Internet Archive. |      |                          |    |    |    |   |    |    |    |       |

Legenda:
      Promossa in 2. liga 1950 dopo gli spareggi.
      Perde gli spareggi, passa in 3. liga 1950.
      Passa in 3. liga 1950.
      Retrocessa nella divisione inferiore.
Regolamento:
Due punti a vittoria, uno a pareggio, zero a sconfitta.
In caso di arrivo di due o più squadre a pari punti, la graduatoria viene stilata secondo il quoziente reti.
Note:
Sloboda Subotica ritirato durante la primavera del 1949. Nelle 7 partite rimanenti è stato assegnato lo 0-3 a favore degli avversari.

## Montenegro
|                                                                         | Pos. | Squadra           | Pt | G | V | N | P | GF | GS | QR     |
| ----------------------------------------------------------------------- | ---- | ----------------- | -- | - | - | - | - | -- | -- | ------ |
|                                                                         | 1.   | Sutjeska          | 13 | 7 | 6 | 1 | 0 | 20 | 2  | 10,000 |
|                                                                         | 2.   | Lovćen            | 8  | 6 | 3 | 2 | 1 | 11 | 5  | 2,200  |
|                                                                         | 3.   | Velimir Jakić     | 6  | 4 | 2 | 2 | 0 | 7  | 3  | 2,333  |
|                                                                         | 4.   | Bokelj            | 6  | 6 | 3 | 0 | 3 | 13 | 11 | 1,181  |
|                                                                         | 5.   | Arsenal Tivat     | 2  | 3 | 1 | 0 | 2 | 5  | 7  | 0,714  |
|                                                                         | 6.   | Iskra Danilovgrad | 2  | 5 | 1 | 0 | 4 | 8  | 18 | 0,444  |
|                                                                         | 7.   | IKA Ivangrad      | 1  | 3 | 0 | 1 | 2 | 2  | 6  | 0,333  |
|                                                                         | 8.   | Tempo             | 0  | 4 | 0 | 0 | 4 | 4  | 18 | 0,222  |
| Fonte: sportnet.rtl.hr Archiviato il 2 agosto 2019 in Internet Archive. |      |                   |    |   |   |   |   |    |    |        |

Legenda:
      Promossa in 2. liga 1950 dopo gli spareggi.
      Perde gli spareggi, passa in 3. liga 1950.
      Passa in 3. liga 1950.
      Retrocessa nella divisione inferiore.
Regolamento:
Due punti a vittoria, uno a pareggio, zero a sconfitta.
In caso di arrivo di due o più squadre a pari punti, la graduatoria viene stilata secondo il quoziente reti.
Note:
Molte incontri non sono disputati ed, al termine del torneo, le squadre non avevano lo stesso numero di partite. Comunque la classifica è stata omologata e le prime due classificate sono state ammesse agli spareggi-promozione.

## Macedonia
|                                                                         | Pos. | Squadra               | Pt | G  | V  | N | P  | GF | GS | QR    |
| ----------------------------------------------------------------------- | ---- | --------------------- | -- | -- | -- | - | -- | -- | -- | ----- |
|                                                                         | 1.   | 11. oktomvri Kumanovo | 30 | 18 | 13 | 4 | 1  | 35 | 8  | 4,375 |
|                                                                         | 2.   | Rabotnički            | 23 | 18 | 10 | 3 | 5  | 32 | 21 | 1,523 |
|                                                                         | 3.   | Sloga Skopje          | 22 | 18 | 10 | 2 | 6  | 27 | 22 | 1,227 |
|                                                                         | 4.   | Crvena zvezda Veles   | 22 | 18 | 10 | 2 | 6  | 43 | 39 | 1,102 |
|                                                                         | 5.   | ŠAR Tetovo            | 18 | 18 | 6  | 8 | 4  | 32 | 28 | 1,142 |
|                                                                         | 6.   | Tikveš Kavadarci      | 18 | 18 | 7  | 4 | 7  | 29 | 28 | 1,035 |
|                                                                         | 7.   | Goce Delčev           | 16 | 18 | 6  | 4 | 8  | 23 | 33 | 0,696 |
|                                                                         | 8.   | Ohrid                 | 12 | 18 | 4  | 4 | 10 | 26 | 40 | 0,650 |
|                                                                         | 9.   | Rabotnik Bitola       | 10 | 18 | 4  | 2 | 12 | 19 | 31 | 0,612 |
|                                                                         | 10.  | Osogovo Kočani        | 7  | 18 | 2  | 3 | 13 | 24 | 47 | 0,510 |
| Fonte: sportnet.rtl.hr Archiviato il 2 agosto 2019 in Internet Archive. |      |                       |    |    |    |   |    |    |    |       |

Legenda:
      Promossa in 2. liga 1950 dopo gli spareggi.
      Perde gli spareggi, passa in 3. liga 1950.
      Passa in 3. liga 1950.
      Retrocessa nella divisione inferiore.
Regolamento:
Due punti a vittoria, uno a pareggio, zero a sconfitta.
In caso di arrivo di due o più squadre a pari punti, la graduatoria viene stilata secondo il quoziente reti.